# Liste der Naturdenkmäler in Langgöns
Die Liste der Naturdenkmäler in Langgöns nennt die auf dem Gebiet der Gemeinde Langgöns gelegenen Naturdenkmäler. Sie sind nach dem Hessischen Gesetz über Naturschutz und Landschaftspflege (Hessisches Naturschutzgesetz – HAGBNatSchG) § 12 geschützt und bei der unteren Naturschutzbehörde des Landkreises Gießen (Fachdienst 72 Naturschutz) eingetragen.
| Bild                          | Bezeichnung           | Ortsteil, Lage                                        | Beschreibung                                                            | Art          | Nr.   |
| ----------------------------- | --------------------- | ----------------------------------------------------- | ----------------------------------------------------------------------- | ------------ | ----- |
| BW                            | Linde vor dem Rathaus | Cleeberg, Rathaus 50° 26′ 47,7″ N, 8° 33′ 42,6″ O     | Einzelbaum. Naturdenkmal seit 1953, gefällt 1988, Ersatzpflanzung 1988. | Winter-Linde | ND 20 |
| mehr Fotos \| Fotos hochladen | Linde vor der Kirche  | Lang-Göns, Kirchplatz 50° 29′ 49,3″ N, 8° 39′ 33,2″ O | Einzelbaum. Naturdenkmal seit 1903. Umfang 360 cm.                      | Winter-Linde | ND 21 |